# 강민경
강민경(姜珉炅, 1990년 8월 3일~)은 대한민국의 가수이다

## 학력
- 냉천초등학교(졸업)
- 저동중학교(졸업)
- 세화여자고등학교(졸업)
- 경희대학교 포스트모던음악학과(중퇴)[1]

## 생애

### 데뷔 전
1990년 8월 3일 서울특별시 송파구 풍납동에서 태어났다. 강민경은 경기도 고양 냉천초등학교, 경기도 고양 저동중학교를 졸업한 후 경기도 고양 정발고등학교에 재학하다가 세화여자고등학교로 전학하여 졸업하였다. 데뷔 전 인터넷 얼짱으로 알려져 팬카페도 있었으며 (주)리트머스 전속 모델로도 활동한 경력이 있다.

### 데뷔 후
- 2010년 3월 12일 교통사고 때문에 다비치의 미니앨범 'Innocence'의 발매일은 4월로 연기되었으나 실제로는 5월에 발매되었다.
- 현재 CJ E&M에 소속되어 있었다.
- 가수로서 다양한 활동을 하고 있으며 지금은 연기자로도 데뷔해서 총 3편의 드라마(시트콤 1개 포함)에 출연하였다.
- 2020년 6월 28일, 패셔니스타로 대중들에게 인정받고 있는 그녀는 개인 쇼핑몰 아비에무아(Àvie Muah)를 론칭했다.[2]

## 음반 활동

### 비정규
병원에 가다(Digital single) (2008. 10. 17)중
- 병원에 가다(이별)

Happy Together [Single] (2008. 11. 27)
- Happy Together (With V.O.S의 박지헌)

우동 (Digital Single) (2010.12.17)
- 우동(with 비스트의 손동운)[주 1]

### 피쳐링
- 김종욱-One Fine Day중 (2009. 05. 21)
  - 척하면 척
- 이승기-처음처럼 그때처럼 (2009. 12. 22)
  - 처음처럼 그때처럼
- 박재범-Take A Deeper Look중 (2011. 04. 22)
  - 오늘밤
- 바이브-6집 Ritarando중 (2014. 02. 20)
  - 해운대
- 케이윌-니가 하면 로맨스중 (2016.01.06)
  - 니가 하면 로맨스

### OST
- 《해운대 연인들》 OST - 이별이 온다 (2012. 10. 09)
- 《크리미널 마인드 (2017년 드라마)》 OST - 플로우식 Higher Plane (Feat. 강민경)

## 음반 외 활동

### 예능
- KBS2 《불후의 명곡 2 - 전설을 노래하다》(2011) - 본인
- SBS 《개그투나잇》 (2011) - 특별출연
- JTBC 《상상연애대전》(2012) - 가상연인
- SBS 《개그투나잇》 (2013) - 특별출연
- JTBC 《나홀로 연애중》(2015) - 가상연인
- KBS2 《해피선데이 - 1박 2일》(2015) - 본인
- MBC 《미스터리 음악쇼 복면가왕》(2015) - 마실나온 솜사탕
- SBS 《런닝맨》 (2016 10월 23일) - 322회 게스트 with 박미선, 예지원, 유라, 손연재
- tvN 《유 퀴즈 온 더 블럭》 (2022 6월 8일) - 156회 게스트 with 이해리

### 드라마
- 2010년 SBS 주말극장 《웃어요, 엄마》 ... 신달래 역
- 2011년 MBN 일일시트콤 《뱀파이어 아이돌》 ... 강민경 역
- 2012년 KBS2 월화드라마 《해운대 연인들》 ... 황주희 역
- 2015년 MBC 일일연속극 《최고의 연인》 ... 한아름 역

### 광고
- 2009년 : 필립스 윙 인터넷광고
- 2012년 : 현대약품 미에로화이바
- 2015년 : 동아 오츠카 오로나민C
- 2016년 : 레미 마르탱

### 라디오
- SBS 파워FM 존박의 뮤직하이: 스페셜 DJ (2019년 3월 11일 ~ 3월 17일)[3]

### 홍보대사
- 2010년 : 전투·의무경찰 홍보대사
- 2010년 : 제9회 대학로 문화축제 홍보대사[4]

### 유튜브
- 2018년~ : 채널 '강민경' 개설 및 운영[5]
- 2019년~ : 채널 '슈스스TV' 출연

## 수상 및 후보
| 연도 | 시상식       | 부문                       | 작품        | 결과 |
| ---- | ------------ | -------------------------- | ----------- | ---- |
| 2016 | MBC 연기대상 | 연속극부문 여자 우수연기상 | 최고의 연인 | 후보 |